# Burgwerben

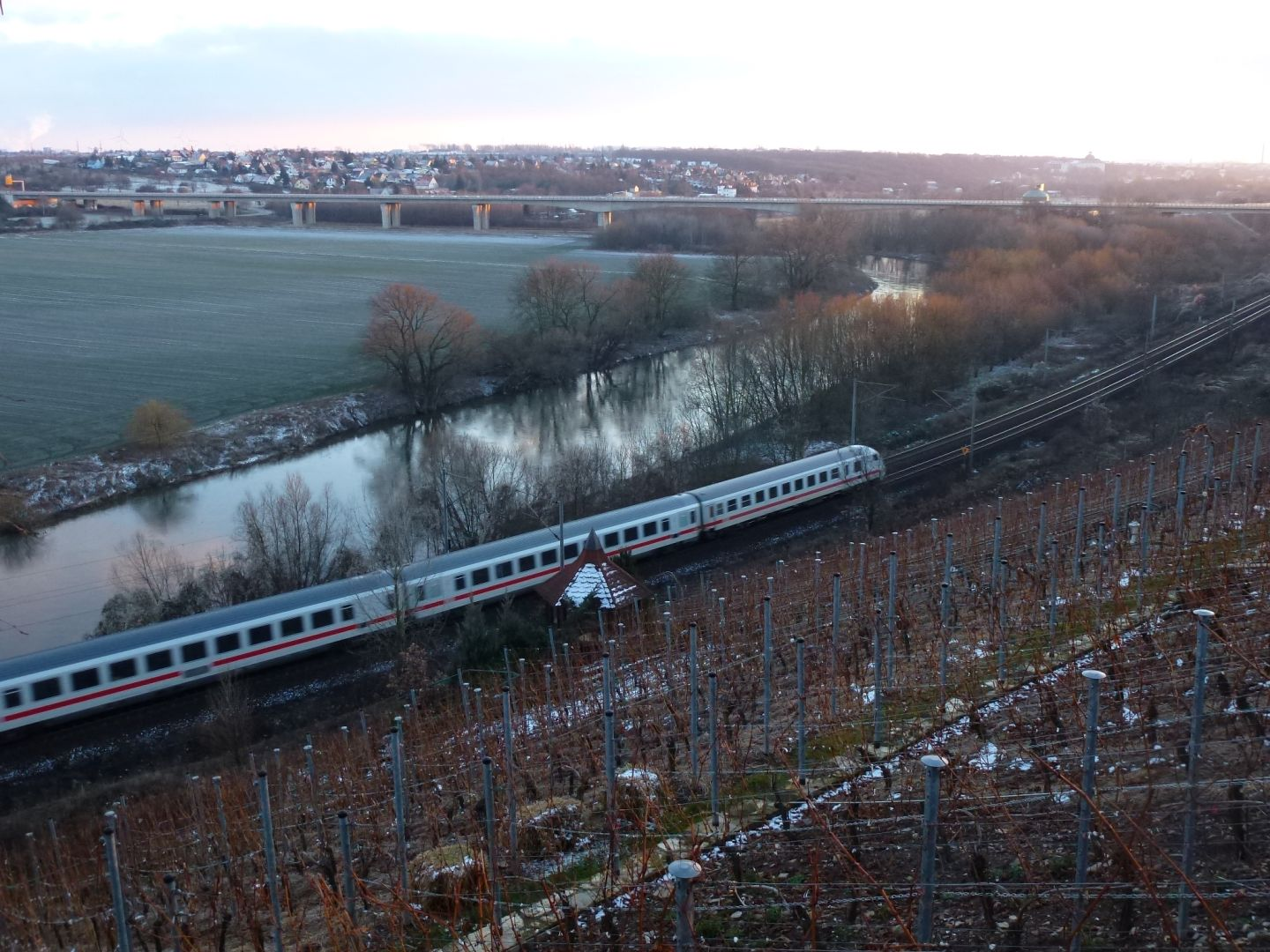
Blick über den Weinberg auf die Saalebrücke der B 91, die Bahnlinie und Weißenfels im Hintergrund

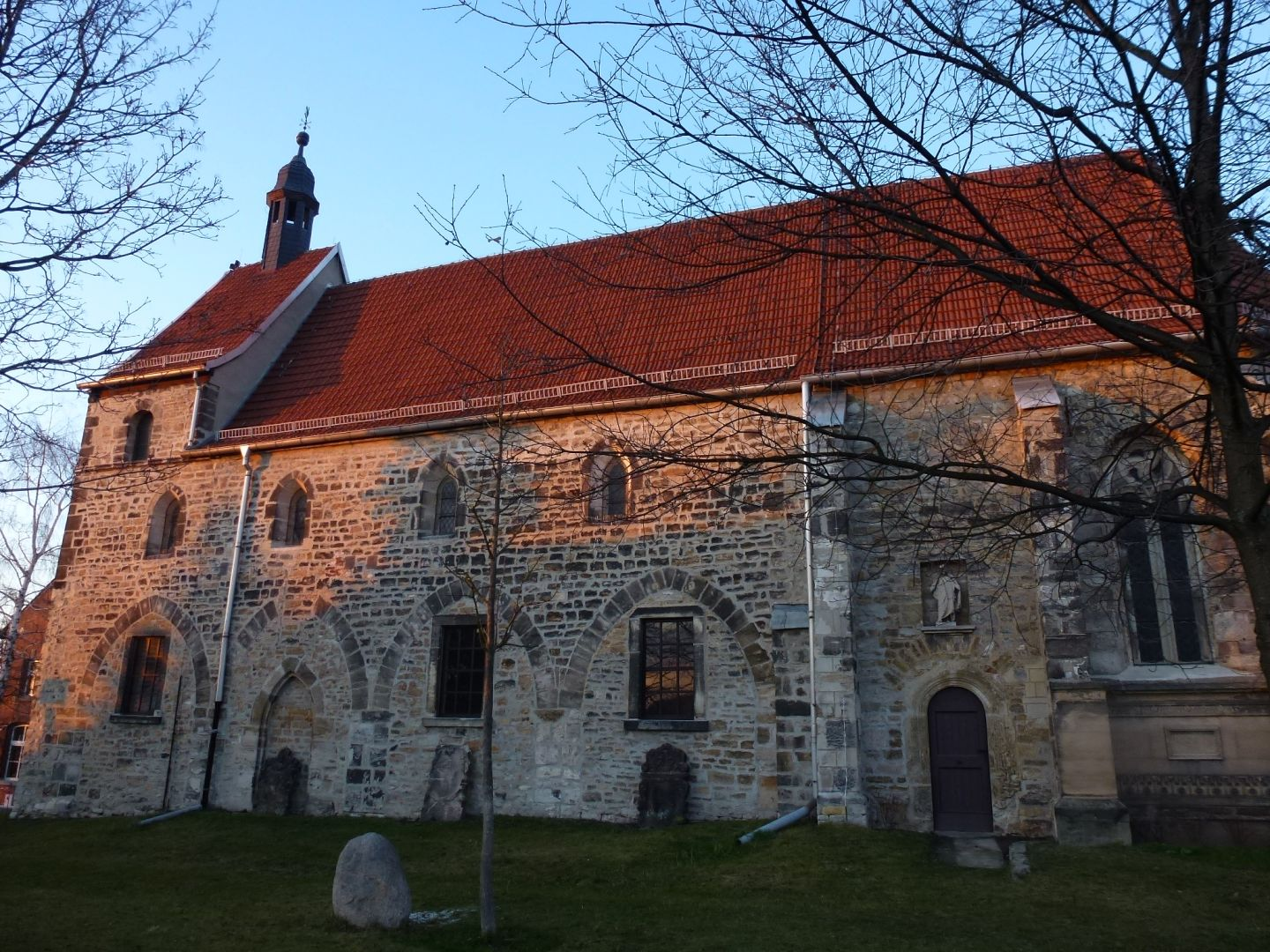
Romanische Dorfkirche Burgwerben

Burgwerben ist eine Ortschaft und ein Ortsteil der Stadt Weißenfels im Burgenlandkreis in Sachsen-Anhalt.

## Geografie
Burgwerben liegt unmittelbar nordöstlich von Weißenfels an der Saale.

## Geschichte
In einem zwischen 881 und 899 entstandenen Verzeichnis des Zehnten des Klosters Hersfeld wird Burgwerben als zehntpflichtiger Ort Vuirbina im Friesenfeld urkundlich erwähnt.
Den Namen des Stammvaters der Meinheringer, Meinher I. von Werben, bringen Forscher mit Burgwerben in Verbindung.
Am 1. September 2010 wurde Burgwerben per Gesetz nach Weißenfels eingemeindet.

## Politik
Burgwerben hat als Ortsteil sowie Ortschaft der Stadt Weißenfels einen Ortschaftsrat und einen Ortsbürgermeister. Der Ortschaftsrat besteht aus 3 gewählten Ortschaftsräten, in der Wahlperiode 2024–2029 sind dies Laura Beckmann, Antje Riewe-Bez und Christoph Schmoranzer. Der Ortsbürgermeister gehört dem Ortschaftsrat ex officio an und hat den Vorsitz inne. Ortsbürgermeister ist seit 2010 Hubert Schmoranzer. Er hat einen Sitz im Stadtrat der Stadt Weißenfels und ist Mitglied der Fraktion Landgemeinden.
| Ortschaftsrat Burgwerben 2011 | Ortschaftsrat Burgwerben 2011 | Ortschaftsrat Burgwerben 2011 | Ortschaftsrat Burgwerben 2011 |
| ----------------------------- | ----------------------------- | ----------------------------- | ----------------------------- |

## Wirtschaft und Infrastruktur

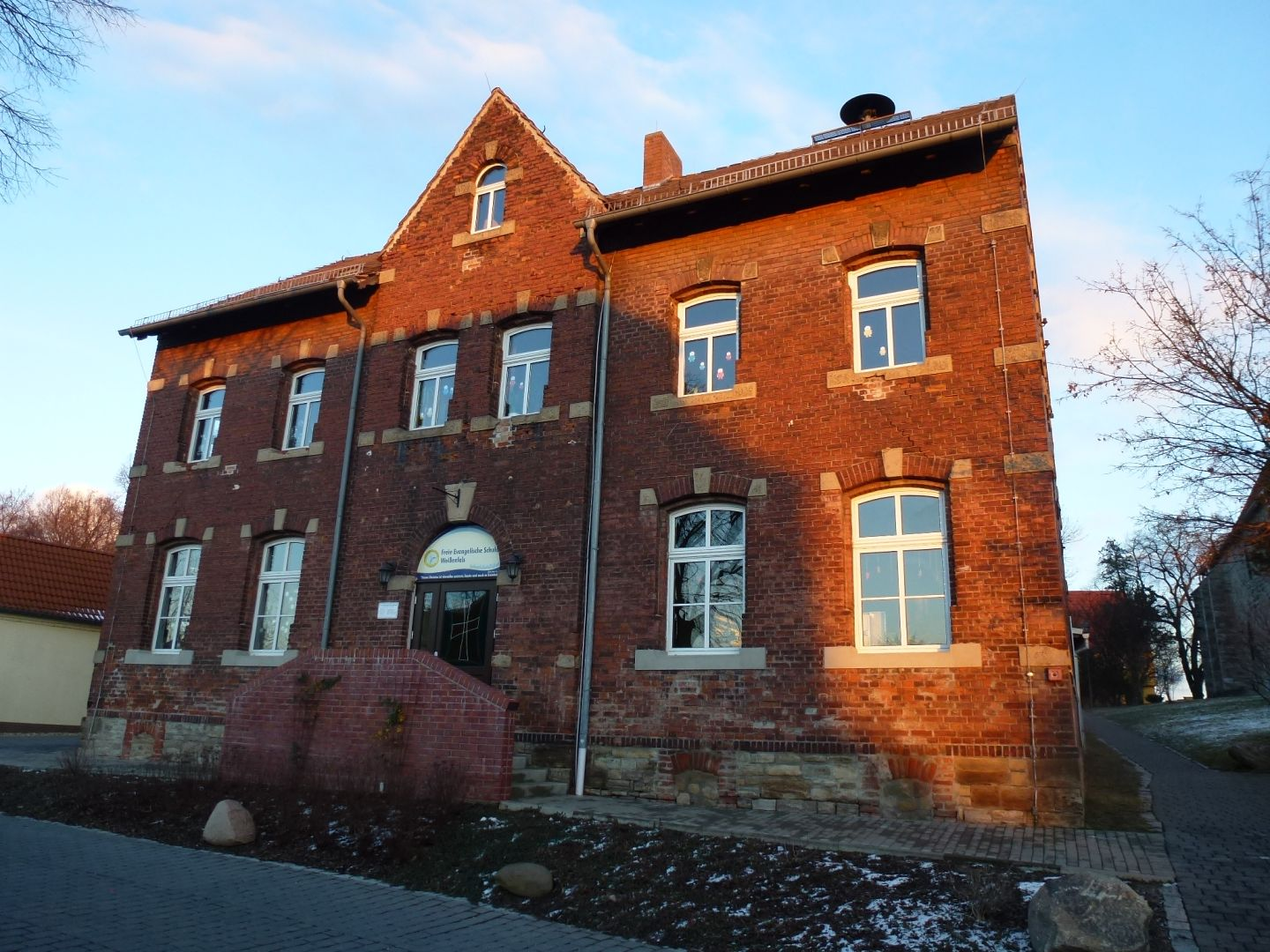
Schule

### Verkehr
Durch Burgwerben führt die Landesstraße 182, die von Weißenfels bis Merseburg durch Großkorbetha und Leuna östlich der Bundesstraße 91 verläuft. Über die Bundesstraße 91 besteht ein direkter Anschluss an die BAB 9 und die BAB 38.
Burgwerben liegt an der Thüringer Bahn von der nördlich, in Großkorbetha, die Bahnstrecke nach Leipzig abzweigt. Der Bahnhof Weißenfels ist ca. 2,5 km entfernt und über die Buslinie 202 im Mitteldeutschen Verkehrsverbund mit Burgwerben verbunden. Die Fahrtzeit von und nach Halle (Saale) Hbf wie Leipzig Hbf, wo jeweils ICE-Anschluss besteht, beträgt ca. 30 min.
Der Saaleradweg verläuft unmittelbar östlich des Orts hinter der Thüringer Bahn.

### Schulen
- Freie evangelische Grundschule

## Kultur und Sehenswürdigkeiten

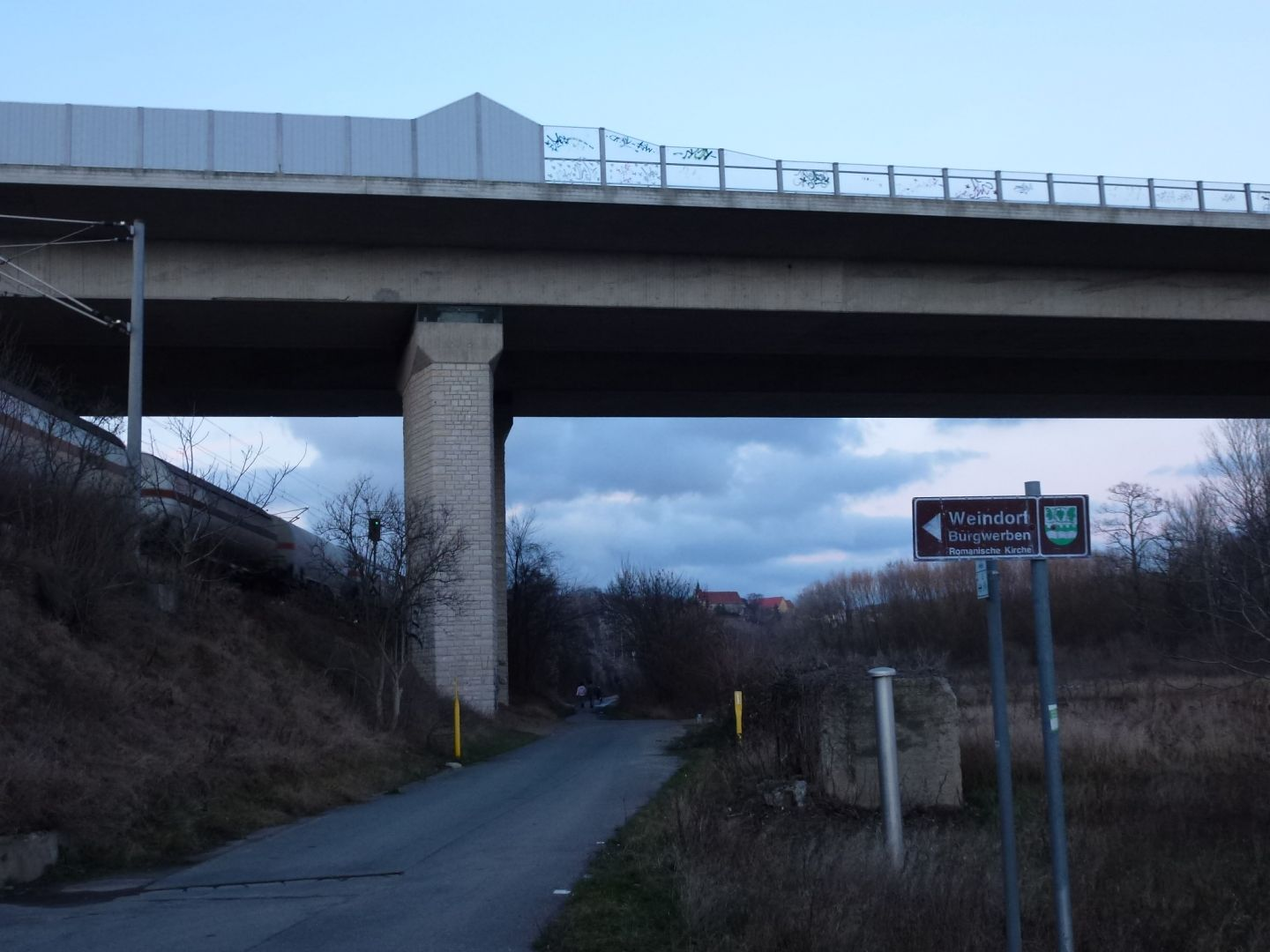
Abzweig zum Weindorf vom Saaleradweg, im Vordergrund die B91-Brücke

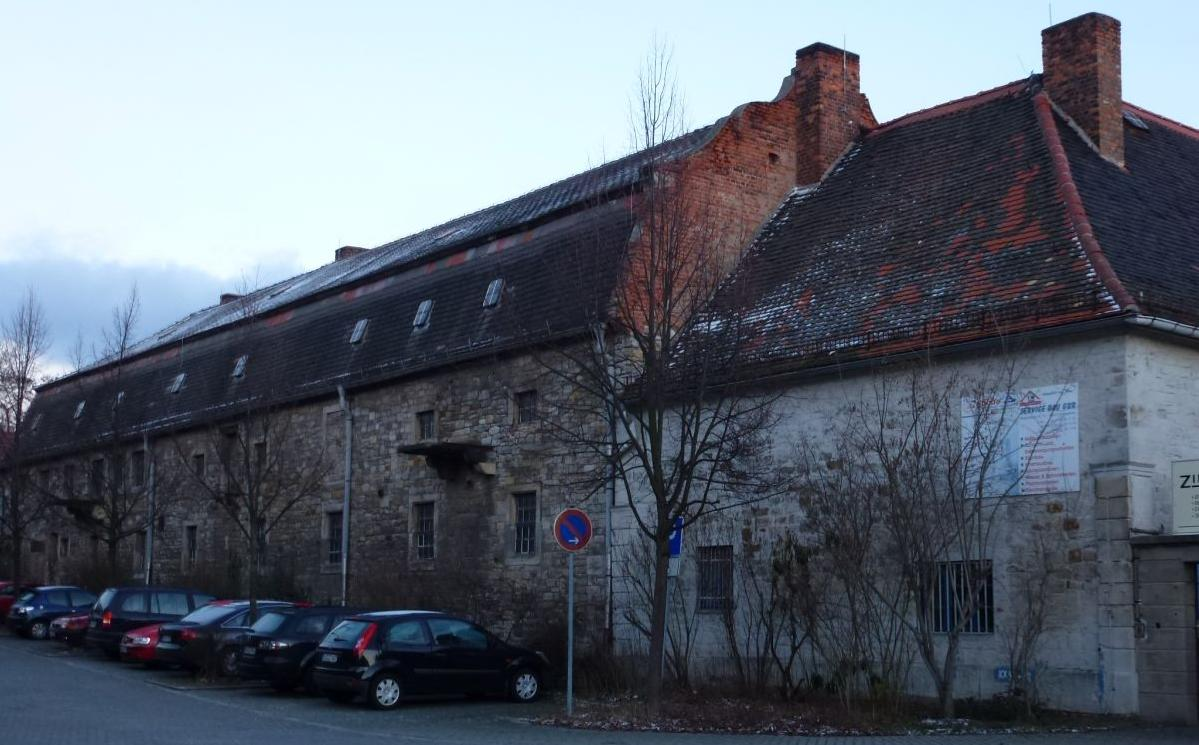
Rittergut

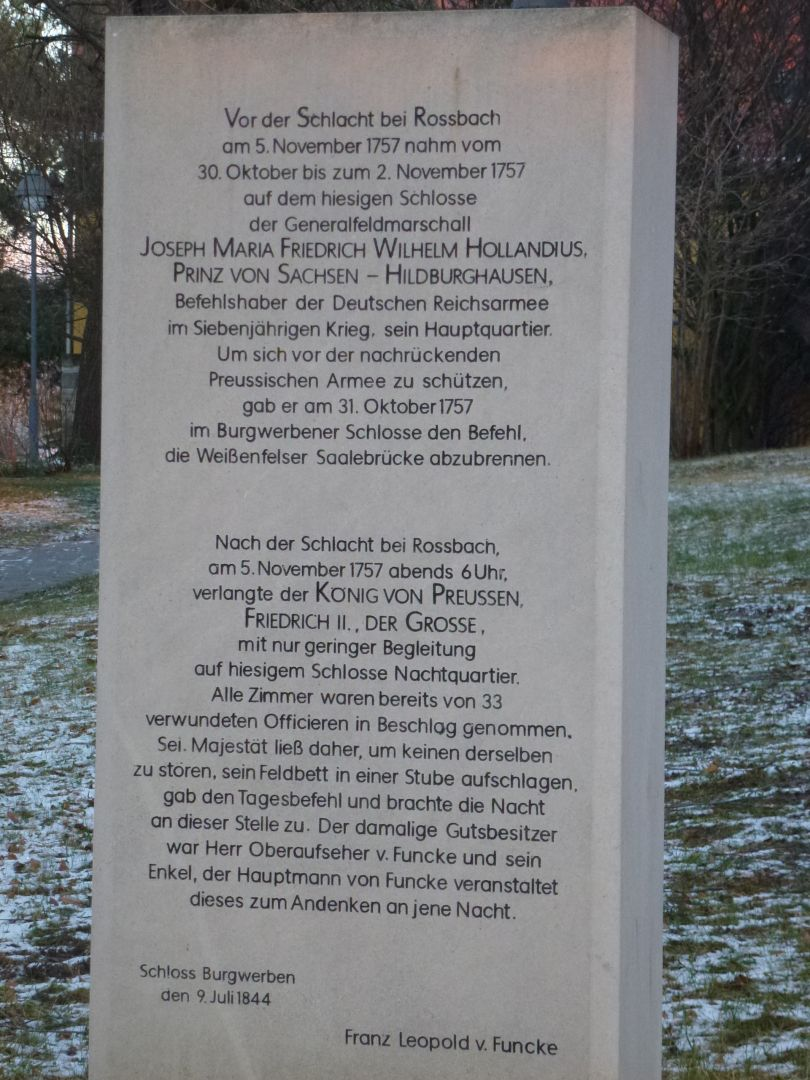
Stein zur Erinnerung an die Schlacht von Roßbach

### Sehenswürdigkeiten
- Dorfkirche Burgwerben aus dem 13. Jahrhundert
- Rittergut (gewerblich genutzt), ein ehem. Schloss, auf dem Fundament der Wirbinaburg erbaut,[8] Hauptquartier der Reichsarmee vor der Schlacht bei Roßbach und Übernachtungsort Friedrichs des Großen in der Nacht danach.
- Im Heimathaus befindet sich eine ständige Ausstellung über die Geschichte des Ortes

### Veranstaltungen
- Bauernmarkt
- Maienstecken mit Pfingsttanz
- Tag des offenen Weinbergs, Burgwerben und Kriechau sind nördliche Ausläufer der Saale-Unstrut-Region
- Wein- und Dorffest

### Vereine
- SV Burgwerben 06
- Winzergemeinschaft Burgwerben-Kriechau e. V.
- Real Burgwerben 2011 e. V.

## Persönlichkeiten
- Franz Leopold von Funcke (1790–1854), Kreisdeputierter der Provinz Sachsen, Erb-, Lehn- und Gerichtsherr auf Burgwerben